# Hans van Steenwinckel der Jüngere
Hans van Steenwinckel der Jüngere (* 24. Juni 1587 in Kopenhagen; † 6. August 1639 ebenda) war ein Baumeister und Bildhauer. Er entstammte der flämischen Künstlerfamilie Steenwinckel, die im 16. und 17. Jahrhundert in Dänemark wirkte. Er war wie sein Vater Hans I. und später auch sein Sohn Hans III. Königlicher Baumeister in Dänemark.

## Leben
Van Steenwinckel erlernte seit seinem dreizehnten Lebensjahr zunächst das Maurerhandwerk bei seinem Vater in Halmstad. Nach dem Tod des Vaters im Jahr 1601 setzte er die Lehre bei dessen Nachfolger Willem Cornelissen fort. Um 1602 reisten mit seinem älteren Bruder Lourens (Lorenz) in die Niederlande, wo er ein Schüler des Amsterdam Stadtbaumeisters Hendrick de Keyser wurde. Es ist nicht genau bekannt, wann Steenwinckel aus Holland nach Dänemark zurückkehrte. Ab 1614 wirkte er am Bau von Schloss Frederiksborg mit. 1619 erfolgte die Ernennung zum Generalbaumeister und der Baubeginn von Børsen. Er übernahm den weiteren Ausbau der Festung Varberg, der schon unter seinem Vater begonnen hatte. 1629 oblag ihm der Wiederaufbau von Schloss Kronborg nach dem Brand und bis 1634 stellte er für König Christian IV. das neue Schloss Rosenborg fertig. 1637 begann er noch den Rundetårn, der erst nach seinem Tod fertiggestellt wurde. Für das Schloss in Tåsinge lieferte er 1639 noch den Entwurf.

## Familie

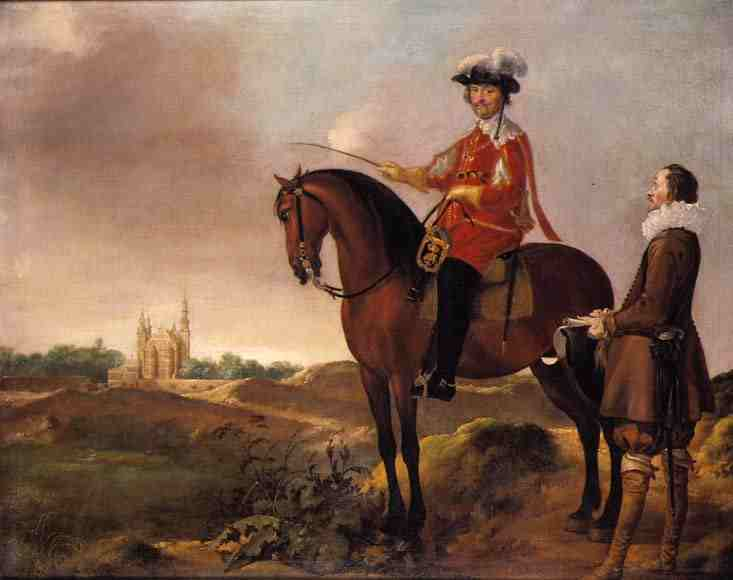
Karel van Mander (1609–1670) schuf 1638 das Bild von König Christian IV. zu Pferde vor Schloss Rosenborg. Rechts vermutlich Hans van Steenwinckel d. J.

Sein Vater war der Architekt Hans van Steenwinckel, seine Mutter war Inger (geborene Pedersdatter, † nach 1630). Er selbst war mit Trine Willom (geborene Hybersdatter, † 1674) verheiratet. Das Paar hatte mehrere Kinder. Steenwinckel starb während einer Epidemie, der nur wenige Wochen später auch zwei seiner Söhne und der Sohn eines Bruders zum Opfer fielen. Er wurde bei der Nicolai-Kirche beerdigt, an deren Restaurierung er im Jahr 1630 mitgewirkt hatte. Ein Epitaph, das seine Witwe 1644 gestiftet hatte, ging verloren. Die Inschrift stand im Bezug zu dem Gemälde, das König Christian IV. vor Schloss Rosenborg zeigt, auf dem auch Steenwinckel dargestellt sein soll. Sie lautete:

„Den Ingeniør eller Bygmester, der er portrætteret paa Rosenborg-Billedet af Christian IV. foran Rosenborg under Voldarbejdet, er med ringe Sandsynlighed stundom kaldt H. v. S.“

„Der Ingenieur und Baumeister, der auf dem Rosenborg-Bild von Christian IV. vor Rosenborg während der Vollendung seiner Arbeit dargestellt ist, wird mit nicht geringer Wahrscheinlichkeit als H. v. S. bezeichnet.“

Seine Brüder waren:
- Lourens (Lorenz oder Laurens) van Steenwinckel (* 1585; † 1619), der ebenfalls Baumeister, aber auch Bildhauer war.
- Villum (Willem) van Steenwinckel (ca. 1590 – 1653), war als Baumeister auf der Burg Laholm tätig.
- Morten van Steenwinckel (* 3. Juli 1595 in Varberg, † 9. Dezember 1646) war Architekt und Maler. Er lieferte einige Gemälde für Rosenborg und Kronborg.